# Sebastian Mendiburu
Sebastian Mendiburu (Oiartzun, 1708 - Bolonya, 1782) va ser un escriptor guipuscoà en èuscar. Era jesuïta i va passar 30 anys en viatges missioners. Amic de l'escriptor Kardaberaz. Per la seva eloqüència va ser conegut com a "Euskal Zizeron" (el Ciceró basc).

## Obres
- Jesusen Bihotzaren Devocioa, (1747)[2]
- Otoitz-gaiac, (1759)[2]
- Jesusen amore-nequeei dagozten cembait otoitz gai, (1760)[2]
- Euscaldun onaren biziera, (1762).[2]